# 2by4
2by4 je americký hraný film z roku 1998, který režíroval Jimmy Smallhorne podle vlastního scénáře a také si zahrál hlavní roli. Film zachycuje osudy irského předáka na stavbě v New Yorku. Snímek měl světovou premiéru na filmovém festivalu Sundance dne 16. ledna 1998.

## Děj
Johnnie Maher se nedávno přistěhoval z Irska do Spojených států. Johnnie bydlí v Bronxu a pracuje jako předák ve stavební firmě svého strýce Trumpa. Má přítelkyni Marii, ale také se seznámí s Christianem, který se do Johnnyho zamiluje. Johnnie trpí nočními můrami, ale netuší, co je jejich příčinou. Také je pod velkým tlakem. Na jednu stranu chtějí mít majitelé budovy už stavbu hotovou a stěžují si na pomalý postup prací, na druhou stranu Trump platí svým zaměstnancům se zpožděním. Maria začíná tušit, že se s Johnnym něco děje, a když ho překvapí v bytě s Christianem, rozejde se s ním. Když Johnnie náhodou zahlédne svého strýce Trumpa při sexu s jiným mužem, zjistí, odkud pramení jeho psychické problémy.

## Obsazení
| Jimmy Smallhorne | Johnnie Maher |
| Chris O'Neill    | strýc Trump   |
| Bradley Fitts    | Christian     |
| Holyoke Joe      | Joe           |
| Terry McGoff     | Billy         |
| Michael Liebman  | Eddie         |
| Ronan Carr       | Brains        |
| Leo Hamill       | Paddy         |
| Seamus McDonagh  | Conor         |
| Kimberly Topper  | Maria         |